# Attainville
Attainville ist eine französische Gemeinde mit 1.834 Einwohnern (Stand: 1. Januar 2022) im Département Val-d’Oise in der Region Île-de-France. Sie gehört zum Arrondissement Sarcelles und ist Teil des Kantons Fosses (bis 2015: Kanton Domont). Die Einwohner werden Attainvillois genannt.

## Geografie
Attainville liegt etwa 22 Kilometer nördlich von Paris am Forêt de Montmorency.
Die Nachbargemeinden von Attainville sind Villaines-sous-Bois im Norden, Villiers-le-Sec im Nordosten, Le Mesnil-Aubry im Osten, Ézanville im Süden und Südosten, Moisselles im Süden und Südwesten, Baillet-en-France im Westen sowie Montsoult und Maffliers im Nordwesten.
Durch die Gemeinde führt die Route nationale 104 (die sog. Francilienne).

## Bevölkerungsentwicklung
| Jahr | Einwohner |
| ---- | --------- |
| 1962 | 455       |
| 1968 | 503       |
| 1975 | 504       |
| 1982 | 589       |
| 1990 | 1375      |
| 1999 | 1732      |
| 2006 | 1808      |
| 2017 | 1702      |

## Sehenswürdigkeiten
- Pfarrkirche Saint-Martin, 1570 bis 1576 erbaut, Monument historique seit 1912

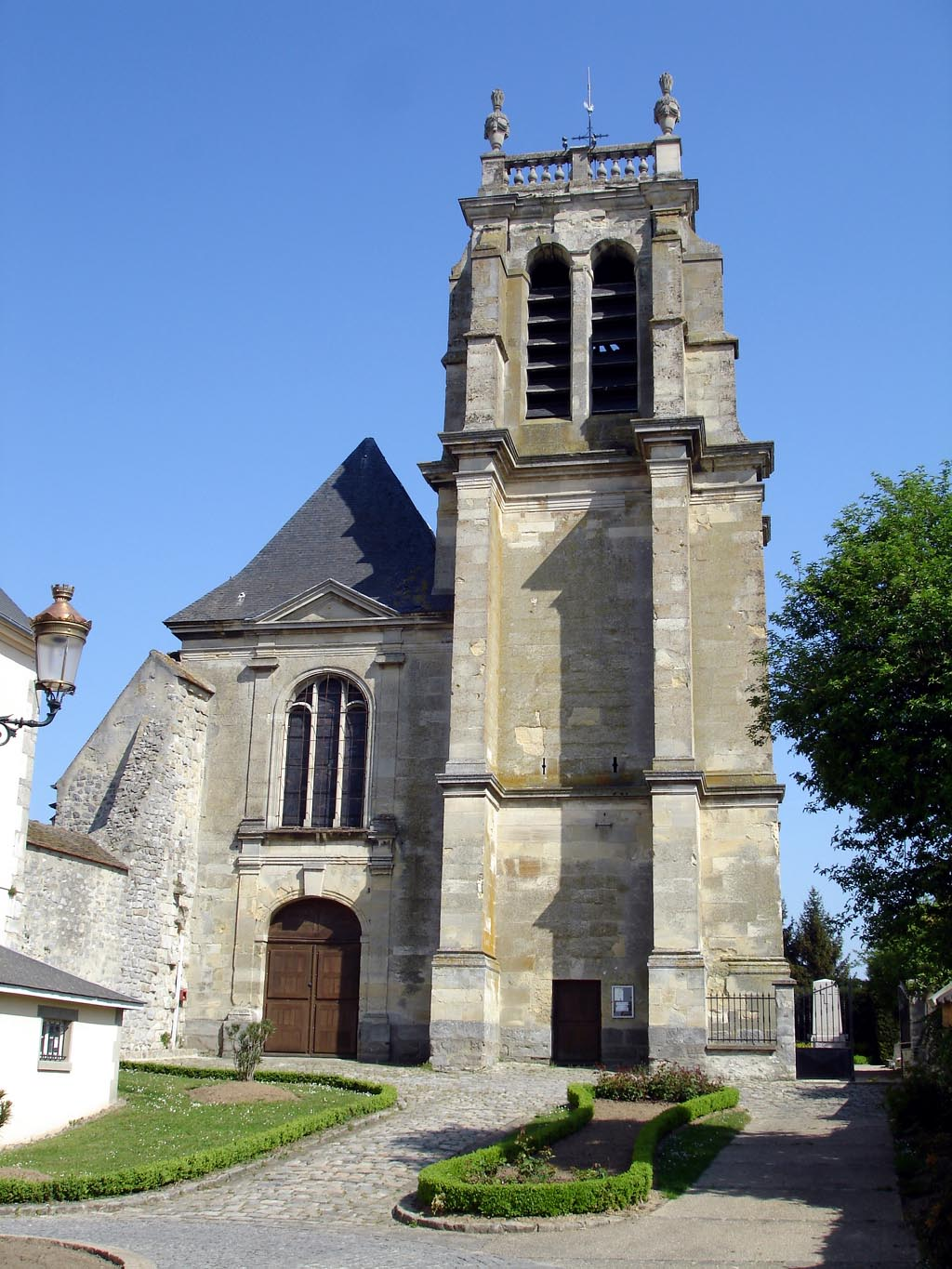
Kirche Saint-Martin